# Nepenthes Mensae
Le Nepenthes Mensae sono una struttura geologica della superficie di Marte.